# Código INEGI
El Código INEGI es un código asignado por el INEGI, organismo estadístico oficial mexicano, para identificar las agrupaciones territoriales del territorio mexicano: estados, municipios, delegaciones y localidades. La Junta

## Estructura
El Área Geoestadística Estatal está conformado por dos dígitos, estos pueden ser del 01 al 32, dando un orden para cada entidad federativa de México, siendo Aguascalientes el estado con la clave 01 y Zacatecas el estado con el dígito 32. El Área Geoestadística Municipal está conformada por tres dígitos comenzando por el 001 e identifica a cada municipio de México o delegación dentro de su entidad federativa correspondiente. La clave de localidad está constituida por cuatro dígitos comenzado por 0001 e identifica a cada localidad dentro de su municipio correspondiente. Así, el código del estado de Aguascalientes es 01, el del municipio de Aguascalientes es 01001 y el de la ciudad de Aguascalientes es 010010001.
| Área Geoestadística Estatal | Área Geoestadística Municipal | Clave de localidad           |
| --------------------------- | ----------------------------- | ---------------------------- |
| 01                          | 001                           | 0001                         |
| Correspondencia estatal     | Correspondencia municipal     | Correspondencia de localidad |
| Estado de Aguascalientes    | Municipio de Aguascalientes   | Aguascalientes               |